# نورمان س. ديك
نورمان س. ديك (بالإنجليزية: Norman C. Deck)‏ هو مبشر وطبيب أسنان ومصور أسترالي، ولد في 1882 في سيدني في أستراليا، وتوفي في 1980.

## معرض صور

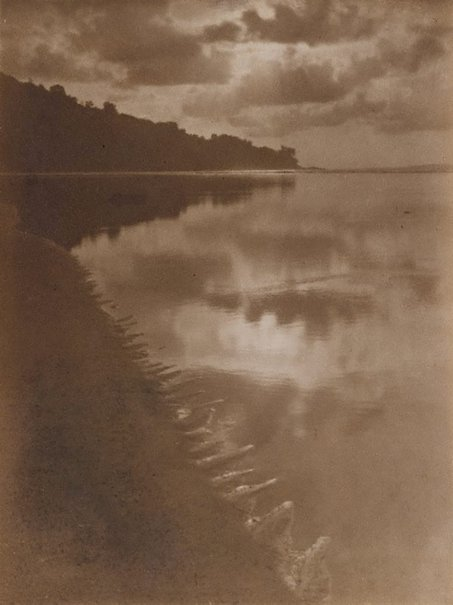
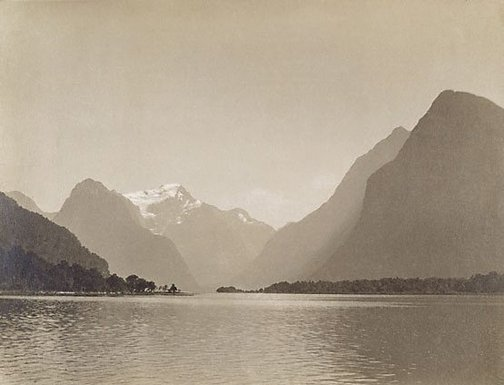
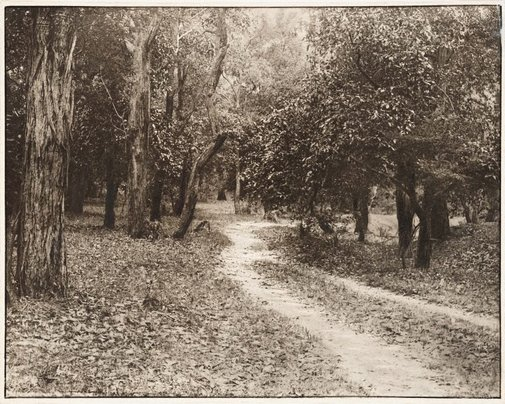
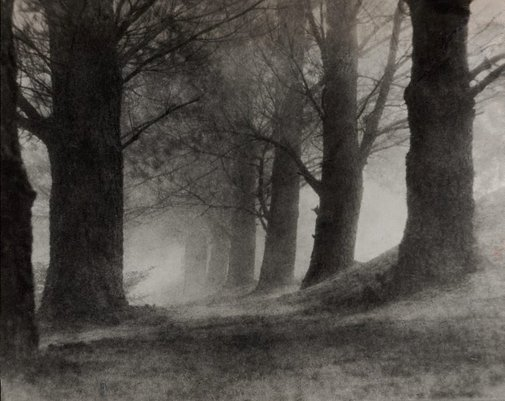